# ناهنجاری کمبود طبیعت

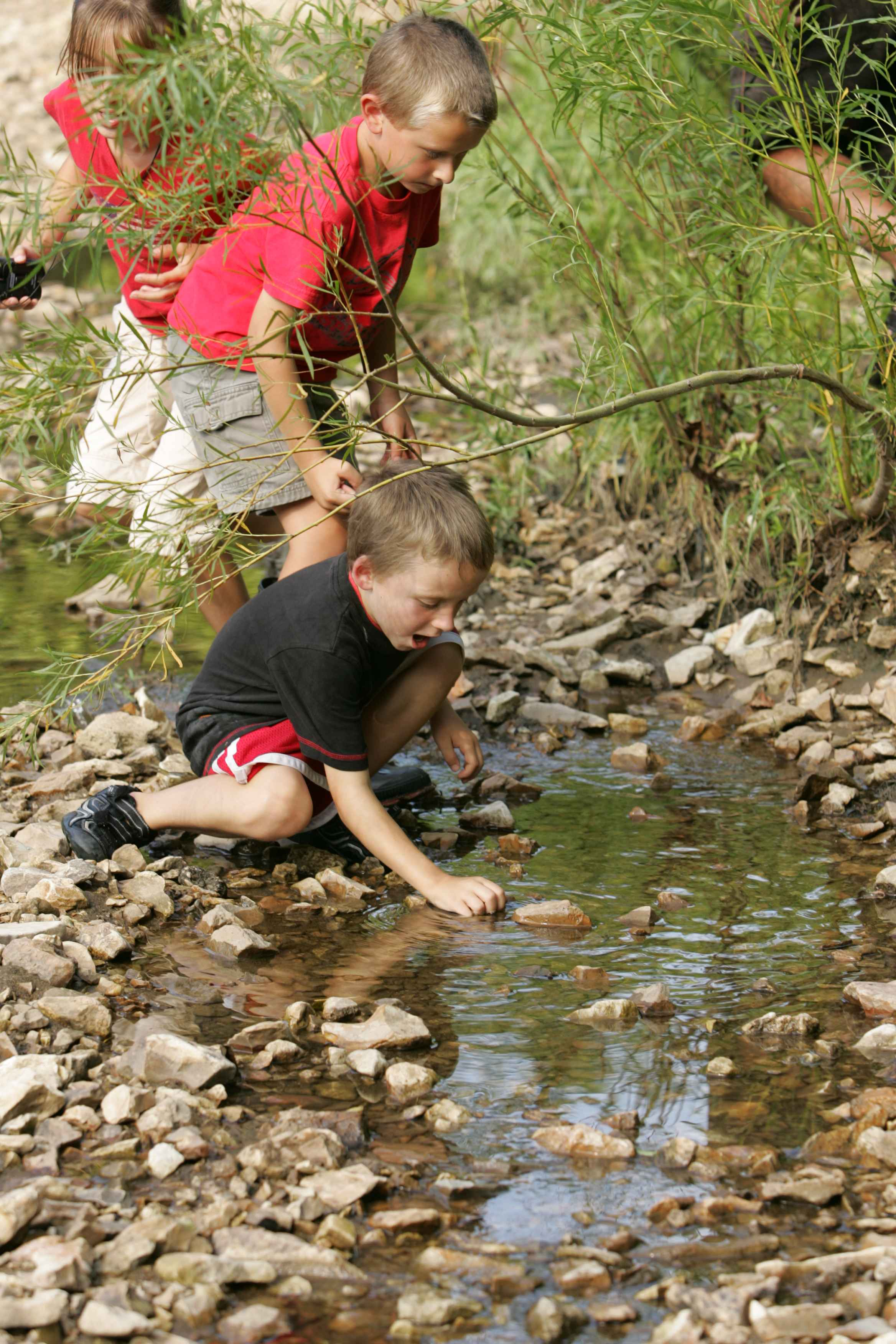
کودکان در حال بازی در یک نهر

ناهنجاری کمبود طبیعت این ایده است که انسان‌ها، به ویژه کودکان، زمان کمتری را نسبت به گذشته در خارج از منزل سپری می‌کنند و این باور وجود دارد که این دگرگونی منجر به طیف گسترده‌ای از مشکلات رفتاری می‌شود. این ناهنجاری در هیچ‌یک از کتابچه‌های راهنمای پزشکی برای ناهنجاری‌های روانی مانند ICD-10 یا DSM-5 شناسایی نشده‌است.
ریچارد لوو ادعا می‌کند که دلایل ناهنجاری کمبود طبیعت شامل ترس والدین و دسترسی محدود به مناطق طبیعی است.
الیزابت دیکنسون این اصطلاح را به عنوان یک تشخیص نادرست مورد انتقاد قرار داده‌است که مشکلات و شیوه‌های فرهنگی ناکارآمد را مبهم می‌سازد.

## پژوهش
اختلال کمبود طبیعت توسط اکثر موسسات پزشکی به رسمیت شناخته نشده‌است. برخی تحقیقات اولیه نشان می‌دهد که کمبود وقت در خارج از منزل اثرات منفی بر سلامت روانی کودکان دارد.

## علت‌ها
محققان علل اختلال کمبود طبیعت را ارزیابی نکرده‌اند، با این حال، ریچارد لوف دلایلی را پیشنهاد کرده‌است:
- والدین کودکان را در خانه نگه می‌دارند تا از خطر در امان باشند. لوو معتقد است که ترس فزاینده والدین از «خطر غریب» که به شدت توسط رسانه‌ها تقویت می‌شود، ممکن است علت اصلی اختلال کمبود طبیعت باشد، زیرا والدین ممکن است تا حدی از کودکان محافظت کنند که توانایی کودک در ارتباط با طبیعت را مختل کند.[۷]
- از دست دادن محیط طبیعی در محله و شهر کودک و در بسیاری از پارک‌ها و اماکن حفاظت‌شده طبیعی که به آن دسترسی محدود وجود دارد و تابلوهای «از مسیر پیاده نشوید». کارشناسان محیط زیست و مربیان را بر آن داشت تا به این محدودیتها اضافه کرده و به کودکان بگویند «نگاه نکن دست نزن». در حالی که آنها از محیط طبیعی محافظت می‌کنند، لوو هزینه این حفاظت را بر رابطه کودکان ما با طبیعت که عمیقاً هویت اکو فرهنگی آنها را شکل می‌دهد، زیر سؤال می‌برد.[۸]

## تأثیرات
از آنجایی که اختلال کمبود طبیعت قرار نیست یک تشخیص پزشکی باشد (و به عنوان یک تشخیص شناخته نمی‌شود)، محققان اثرات اختلال کمبود طبیعت را ارزیابی نکرده‌اند.
لوو معتقد است که اثرات اختلال کمبود طبیعت بر فرزندان ما «پیامدهای عمیقی نه تنها برای سلامت نسل‌های آینده بلکه برای سلامت خود زمین» خواهد داشت.

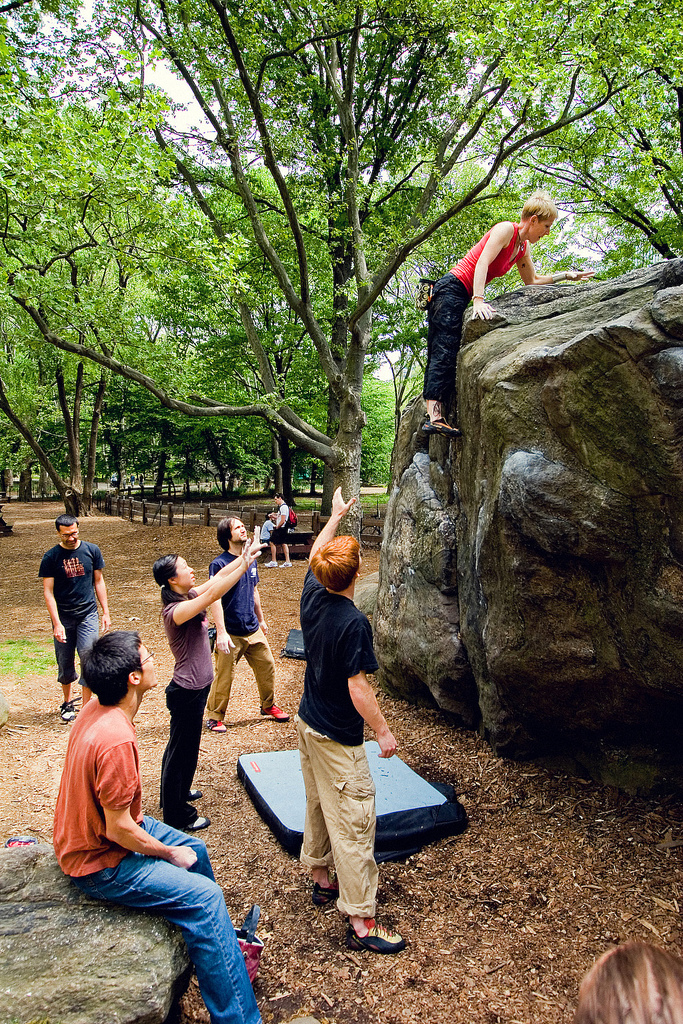
کودکان مشغول کار روی کلبه